# RADIO FRIENDS〜つながるラジオ〜
RADIO FRIENDS〜つながるラジオ〜（ラジオフレンズ- ）は、首都圏のFM放送局がリレー形式で放送していた特別番組である。

## 概要
2011年3月に発生した東日本大震災を受けて、被災地のコミュニティFMや臨時災害放送局を応援しようと、首都圏で活躍しRADIO FRIENDSの趣旨に賛同するパーソナリティ・DJ・ナビゲーターや有志の番組制作スタッフが集まり立ち上げたプロジェクト。ラジオ放送を通して被災地のコミュニティFMや臨時災害放送局への応援を呼びかけていく。
2011年9月に初回の放送が始まり、2015年12月31日の放送をもってレギュラーでの放送は終了した。

## パーソナリティ
RADIO FRIENDSプロジェクトに賛同するパーソナリティ/DJ/ナビゲーター

## 放送局
- NACK5
- InterFM
- bayfm
- TOKYO FM
- Fm yokohama
- J-WAVE
- FM-FUJI - 2014年4月放送分より参加

## 放送リスト
放送は以下の通り。
| 放送回数 | 曜日                  | 時間          | 放送局      | 出演                                                                                         |
| -------- | --------------------- | ------------- | ----------- | -------------------------------------------------------------------------------------------- |
| 第1回    | 2011年9月3日 土曜日   | 24:00 - 25:00 | J-WAVE      | 小島慶子 赤坂泰彦 ジョン・カビラ 高橋幸枝（電話出演）                                        |
| 第2回    | 2011年10月16日 日曜日 | 21:00 - 21:56 | bayfm       | 山寺宏一 クリス智子 渡辺エミ（ISDN回線出演）                                                 |
| 第3回    | 2011年11月17日 木曜日 | 10:00 - 11:00 | TOKYO FM    | 望月理恵 クリス・ペプラー 三浦笑（電話出演） 高橋ゆうこ（電話出演） 松村豪太（電話出演）     |
| 第4回    | 2011年12月4日 日曜日  | 25:00 - 26:00 | NACK5       | 仁井聡子 西本淑子 熊谷育美(ゲスト出演) 尾形勝一郎（電話出演）                                |
| 第5回    | 2012年1月21日 土曜日  | 24:00 - 25:00 | J-WAVE      | DJ TARO きゃんひとみ 亀渕昭信 吉田圭(電話出演)                                               |
| 第6回    | 2012年2月11日 土曜日  | 21:00 - 22:00 | Fm yokohama | 光邦 MITSUMI 中西哲生 阿部清人(取材) 日比野純一（電話出演）                                  |
| 第7回    | 2012年3月18日 日曜日  | 8:00 - 9:00   | InterFM     | デイブ・フロム 上杉隆 高平尚子（電話出演）                                                   |
| 第8回    | 2012年4月27日 金曜日  | 21:00 - 21:48 | bayfm       | 小島麻子 Sascha 椎名敦史（電話出演） NIKIE（電話出演）                                       |
| 第9回    | 2012年5月24日 木曜日  | 25:00 - 25:55 | TOKYO FM    | やまだひさし レイチェル・チャン 小川啓子（電話出演） 佐藤広樹（電話出演）                    |
| 第10回   | 2012年6月10日 日曜日  | 15:00 - 15:55 | NACK5       | 片桐八千代 赤坂泰彦 福島カツシゲ 高橋幸枝（電話出演）                                        |
| 第11回   | 2012年7月10日 水曜日  | 12:00 - 12:55 | Fm yokohama | 北島美穂 藤田優一 別所哲也 佐藤省次 菅野淳一（ゲスト出演） 阿部清人(ゲスト出演)              |
| 第12回   | 2012年8月16日 木曜日  | 8:00 - 9:00   | Inter FM    | 柳井麻希 西村由紀江 木村太悦（ゲスト出演）                                                   |
| 第13回   | 2012年9月16日 日曜日  | 22:00 - 22:54 | J-WAVE      | ジョン・カビラ 早見優 千葉秀喜（ゲスト出演） アサノタケフミ（電話出演）                      |
| 第14回   | 2012年10月26日 金曜日 | 21:00 - 21:48 | bayfm       | 森久保祥太郎 南美布 ベティ(電話出演)                                                         |
| 第15回   | 2012年11月28日 水曜日 | 25:00 - 25:55 | TOKYO FM    | 住吉美紀 三遊亭鬼丸 杉浦恵一（ゲスト出演） 西城淳（電話出演）                                |
| 第16回   | 2012年12月23日 日曜日 | 25:00 - 26:00 | NACK5       | 小林克也 ピストン西沢 アサノ・タケフミ（電話出演）                                           |
| 第17回   | 2013年1月17日 木曜日  | 12:02 - 12:55 | Fm yokohama | 北島美穂 小島麻子 梅村太郎（ゲスト出演） 平形有子（電話出演）                                |
| 第18回   | 2013年2月14日 木曜日  | 8:00 - 9:00   | Inter FM    | 柳井麻希 齊藤美絵 千葉康司（電話出演）                                                       |
| 第19回   | 2013年3月11日 月曜日  | 15:00 - 15:50 | J-WAVE      | ジョン・カビラ トムセン陽子 吉田圭(電話出演)                                                 |
| 第20回   | 2013年4月26日 金曜日  | 21:00 - 21:48 | bayfm78     | 島村幸男 moto 舘崎浩明（電話出演） 佐藤省次（電話出演）                                      |
| 第21回   | 2013年5月26日 日曜日  | 25:00 - 26:00 | NACK5       | 小笠原聖 田家秀樹 アサノタケフミ（ゲスト出演）                                               |
| 第22回   | 2013年6月28日 金曜日  | 20:00 - 20:55 | TOKYO FM    | マンボウやしろ 藤田琢己 阿部さき（ゲスト出演） 阿部真奈（ゲスト出演） 島貫美樹（ゲスト出演） |
| 第23回   | 2013年7月28日 日曜日  | 5:00 - 6:55   | Fm yokohama | 柳井麻希 坂本美雨 飯田基晴（ゲスト出演） 松木障司（ゲスト出演） 今野聡（ゲスト出演）         |
| 第24回   | 2013年8月21日 水曜日  | 18:00 - 20:00 | Inter FM    | 野村雅夫 津田大介 西片明人（ゲスト出演） 柿元恵美（ゲスト出演）                              |
| 第25回   | 2013年9月1日 日曜日   | 5:00 - 6:00   | J-WAVE      | 小曽根真 木村太郎（ゲスト出演） 三浦隆之（ゲスト出演）                                       |
| 第26回   | 2013年10月18日 金曜日 | 21:00 - 21:48 | bayfm       | KOUSAKU ARCHE ベティ（ゲスト出演）                                                           |
| 第27回   | 2013年11月28日 木曜日 | 26:00 - 27:00 | TOKYO FM    | LOVE 坂崎幸之助 阿部裕美（ゲスト出演） 久保田彩乃（ゲスト出演）                              |
| 第28回   | 2013年12月29日 日曜日 | 25:00 - 26:00 | NACK5       | 高森浩二 小笠原聖 光邦                                                                       |
| 第29回   | 2014年1月11日 土曜日  | 11:00 - 13:00 | Fm yokohama | 畠山美由紀 秀島史香 渡辺俊美（ゲスト出演）                                                   |
| 第30回   | 2014年2月26日 水曜日  | 16:00 - 18:00 | Inter FM    | Dave Fromm クリス・ペプラー ジョー横溝 佐藤タイジ                                            |
| 第31回   | 2014年3月11日 火曜日  | 15:16 - 15:55 | J-WAVE      | レイチェル・チャン レーサー鹿島 吉田圭（ゲスト出演）                                         |
| 第32回   | 2014年4月19日 土曜日  | 14:00 - 14:52 | FM-FUJI     | 小川もこ 鈴木ダイ chigusa 阿部志穂（ゲスト出演）                                             |
| 第33回   | 2014年5月16日 金曜日  | 21:00 - 21:48 | bayfm       | きゃんひとみ 森雄一 木村あやこ（電話出演）                                                   |

## 制作スタッフ
- 曽我友亮
- 森川絵理
- 坂本彰範
- 佐々木達也
- 楢戸雅也
- 岩船俊夫
- 鴫原絵美里
- 甘利嘉寛
- 小林浩子
- 伊藤竜矢
- 清水誠
- 畠山孝志
- 水野雄次郎

ほか